# تاكيون

نظراً لأن التكيون يتحرك بسرعة أعلى من سرعة الضوء فإننا لن نستطيع رؤيته أثناء اقترابه منا. بعد أن يمر التكيون بالقرب منا، فسوف نكون قادرين على رؤية صورتين له، واحدة تأتي والأخرى تذهب باتجاهين متعاكسين. يمثل الخط الأسود موجة صدمة شعاع شيرينكوف، مرئية للحظة واحدة فقط. تبدو ظاهرة هذه الصورة المضاعفة مرئية أكثر بالنسبة لمراقب يقع مباشرة على مسار الجسيم (في هذا المثال، كرة ممثلة باللون الرمادي). الشكل الأزرق على يمين الصورة هو الصورة المتكونة بتأثير الانزياح نحو الأزرق للضوء أثناء وصوله إلى عين المراقب الواقع على قمة خطوط شعاع شيرينكوف السوداء، وأما الصورة على اليسار ذات اللون الأحمر فهي تمثل الانزياح نحو الأحمر للضوء أثناء مغادرته الكرة بعد عبورها بعيداً عن المراقب.

التكيون أو الجسيم التكويوني هو جسيم افتراضي يتحرك دائماً بسرعة تفوق سرعة الضوء، وتأتي تسميته بهذا الاسم من الكلمة الإغريقية "ταχύς" أو «تاكيس» ويعني صغيرٌ وسريع جداً، وكان أول من صاغ الاسم غيرالد فاينبرغ في ورقة بحثية قدمها عام 1967،‏ افترض فيها فاينبيرغ أن الجسيم التكيوني قد يكون كمات في مجال كمي ذات مربع كتلة سالبة. ثم أدرِك أن إثارة مجالات الكتلة الافتراضية تلك، لا ينتج في الواقع جسيمات أسرع من الضوء وإنما تشكل حالة من عدم الاستقرار تدعى «تكاثف التكيونات»، وعلى الرغم من ذلك، ما زالت تلك المجالات تدعى بالتكيونات، والتي لعبت دوراً هاماً في الفيزياء الحديثة.
يظن أغلب العلماء أن الجسيمات الأسرع من الضوء لا يمكن أن توجد في الطبيعة، لأن ذلك لا يتوافق مع قوانين الفيزياء، وإن تواجدت فقد تُستخدم لبناء جهاز تشويش تاكيوني، وإرسال إشارات أسرع من الضوء، والتي بحسب نظرية النسبية الخاصة سوف تؤدي إلى خرق الطبيعة. وبالمقابل فإن بعض النظريات المنسجمة مع الطاقة الكامنة للجسيمات ما فوق الضوئية لا ترى في هذه الجسيمات ما يخرق الطبيعة، على عكس نظرية ثابت لورنز المماثلة لنظرية النسبية الخاصة، ولذلك فإن سرعة الضوء ليست عائقاً أمام وجود هذه الجسيمات بالضرورة.
على الرغم من المجادلات النظرية المعارضة لوجود الجسيمات ما فوق الضوئية، لم تجرَ التجارب العلمية حتى الآن للتأكد من وجود التكيونات، كما لا يوجد أي برهان قاطع على وجودها.

## تاريخ التكيونات
كما ذُكر سابقاً، كان مخترع المصطلح «تكيون» العالم غيرالد فايبيرغ عام 1967 بورقةٍ بعنوان «احتمالية وجود جسيمات أسرع من الضوء». درس فاينبيرغ حركية تلك الجسيمات حسب نظرية النسبية الخاصة، كما عرَّف بورقته الحقول ذات الكتلة التخيلية (تدعى حالياً حقول التكيونات أو التكيونات أيضاً) في محاولة لفهم أصل فيزياء الجسيمات. فيما تعزى الفرضية الأولى المتعلقة بالجسيمات فوق الضوئية إلى العالم الألماني أرنولد سومغفيلد في 1904.

## التكيونات في النظرية النسبية
في نظرية النسبية الخاصة، يجب أن تكون للجسيمات ما فوق الضوئية «طبيعة شبه فضائية وقوة رباعية» مقارنة مع الجسيمات العادية التي تحمل طبيعة «شبيهة بالضوء وقوة رباعية»، كما يجب أن تكون لها كتلة تخيلية حسب الجزء شبه الفضائي لمخطط القوة الطاقية، لن تستطيع التخفيف من سرعتها للسرعات العادية.

### الكتلة
في نظرية لورنز إنفارينس تُطبَّق نفس العلاقات على الجسيمات الأبطأ من الضوء (والتي تدعى بروديونات في النقاشات المتعلقة بالتكيونات) على التكيونات ذاتها، وخاصة علاقة القوة الطاقية:
{\displaystyle E^{2}=p^{2}c^{2}+m^{2}c^{4}\;}
حيث أن P هي القوة النسبية للبراديون، m هي الكتلة المتبقية، يجب أن تُطبق بعدها علاقة الطاقة الكلية للجزيء:
{\displaystyle E={\frac {mc^{2}}{\sqrt {1-{\frac {v^{2}}{c^{2}}}}}}.}
تظهر العلاقة أن الطاقة الكتلية للجسيم سواء أكان براديون أو تكيون تحتوي على جزء من كتلته المتبقية (الكتلة الطاقية المتبقية) وجزء من حركته. عندما يكون v أكبر من c (سرعة الضوء) فإن الطاقة الحركية ستكون رقم عقدي، والقيمة الأساسية ستكون سالبة لأن الطاقة الكلية يجب أن تكون رقماً حقيقياً، والكتلة المتبقية m يجب أن تكون عقدية لأن تقسيم رقم عقدي صافي (يحتوي على رقم تخيلي فقط) على رقم عقدي صافي آخر هو رقم حقيقي.

## السرعة
ليس كباقي الجسيمات، سرعة التكيونات تزداد بنقصان طاقتها، عندما E تقترب من الصفر حيث v تقترب من اللانهاية، في حين أن طاقة البراديونات، E تزداد بازدياد السرعة وتصبح أكبر بصورة تعسفية حين تقترب v من سرعة الضوء c، لذلك لاتستطيع البراديونات أن تخرق عتبة سرعة الضوء لأنه يستوجب اكتسابها طاقة لا نهائية للوصول لعتبة سرعة الضوء وكذلك لا تستطيع التكوينات أن تقل سرعتها عن سرعة الضوء لأن ذلك يستوجبها طاقة لا نهائية.
و قد ذكر آينشتاين وتولمان وغيرهم أن نظرية النسبية الخاصة تُوحي بأن الجسيمات الأسرع من الضوء إذا ثبت وجودها فقد تستخدم للتواصل مع الماضي.

## النيوترونات
في 1985، اقترح كودوس إت آل أن النيوترونات قد تملك طبيعة تكيونية وإن إمكانية حركة الجسيمات العادية بسرعة ما فوق ضوئية قد تجسد شروط خرق نظرية لورنز إنفاريس، على سبيل المثال في نموذج التمدد القياسي  في هذا الإطار تخضع النترونات لـتأثير انهيار لورنز لذبذبة النترونات لتستطيع السير بشكل أكبر من سرعة الضوء عندما تمتلك طاقة هائلة، على أية حال هذا الاقتراح وجد نقداً كثيراً.

## إشعاعات شيرنكوف
يَخسر التكيون ذو الشحنة الكهربائية طاقته تماماً كما تخسر الجسيمات العادية المشحونة طاقتها عندما تتجاوز سرعتها السرعة المحلية لسرعة الضوء بشكل متوسط، يسير التكيون المشحون في الفضاء ويخضع لفترة تسارع محددة ومستمرة ويشكل مساره قطعا زائدا في الفضاء على أية حال كما وجدنا أن تخفيض طاقة التكيون تزيد من سرعته ولذلك القطع الزائد المنفرد المشكل هو تكيونان مشحونان بشحنة متعاكسة وقوى متعاكسة (نفس الحجم ولكن إشارة معاكسة) مما يؤدي إلى إبادة كل منهما عندما يصلان إلى السرعة اللانهائية بنفس اللحظة ونفس المكان في الفضاء، ونفس القيمة عندها كلا التكيونان لن يمتلكا طاقة وقوة لانهائية وبجهتين متعاكستين ولذا لا تخترق أي قانون احتفاظ بإبادتهما بنفس الوقت. حتى التكيون غير المشحون يُتَوقع أن يخسر طاقته بتجاذبات إشعاعات شيرينكوف بداخل هذه الجسيمات. تتفاعل النترونات مع الجسيمات الأخرى بشكل عادي كما استخدم أندريو كوهين وشيلدون كلاشو هذا الموضوع للنقاش حول أن النيترون لا يمكن أن يُشرَح بجعل النيترونات تنتشر بسرعة تفوق سرعة الضوء وإنما يجب أن يكون السبب هو عبارة عن خطأ في التجربة.

## السببية
السببية هي المبدأ الأساسي في الفيزياء، إذا كانت التكيونات قادرة على إرسال المعلومات بسرعة تفوق سرعة الضوء فحسب نظرية النسبية الخاصة فإن التكيونات ستخترق السبب مؤدية إلى تناقض «قتل الجد» المنطقي. المشكلة قد تفهم بشروط علاقة نفس الوقت في نظرية النسبية الخاصة والتي تقول «إن اللحظات المرجعية الخاملة المختلفة سوف تتعارض في ترتيب الحدثان» أي أنه لايوجد ثمة حدث في ضوء مخروط مستقبل الآخر.
إذا كان أحد الحدثين يمثل إرسال إشارة من مكان ما، والحدث الثاني يمثل استقبال تلك الإشارات في مكان مختلف، طالما أن الإشارة تتحرك بسرعة الضوء وأقل فإن رياضيات الوقت تؤكد أن كل اللحظات المرجعية توافق أن حدث الإرسال قد حدث قبل الاستقبال أما بافتراض إشارة تتحرك بسرعة ما فوق ضوئية سيوجد دائما بعض اللحظات التي تم استقبال الإشارة فيها قبل إرسالها لذا فإن هذه الإشارات تسافر إلى الماضي لأن أحد الفرضيات الأساسية لنظرية النسبية الخاصة تقول: «إن قوانين الفيزياء يجب أن تعمل بنفس الطريقة بكل لحظة وإذا كان من الممكن للإشارات ان تسافر للماضي في لحظة ما يجب أن يكون ذلك ممكنا في كل اللحظات»، أي إذا كان المراقب أ يرسل إشارة للمراقب ب والتي تسير بسرعة فوق ضوئية ستصل إلى المراقب ب في لحظة سابقة في الزمن والمراقب ب يرسل إشارة أخرى كـ «رد» أيضا تتحرك بسرعة فوق ضوئية ستصل إلى المراقب أ في لحظة أسبق من الزمن أيضا، أي أن المراقب أ سيستقبل الرد قبل إرسال الإشارة الأصلية. تحدي السببية في كل لحظة وفتح باب التناقضات الصعبة. وجد تفاصيل رياضية في موضوع التشويش التكيوني وصورة إيضاحية لمثل هذا الصدد.

## النماذج الأساسية
في الفيزياء الحديثة، كل الجسيمات الأساسية تعتبر متيرة للحقول الكمية. هناك العديد من الطرق المتميزة التي تمكن الجسيمات التكيونية من الترسخ في نظرية الحقل.

### مجالات ذات كتلة تخيلية
في ورقة غيرالد فاينبيرغ، درس فاينبيرغ الحقول الكمية لـ لورنز إنفارينت بكتلة تخيلية. لأن مجموعة السرعة لمثل هذا الحقل تكون فوق ضوئية، تظهر أن إثاراتها تنتشر بسرعة فوق ضوئية، كما فُهم أن مجموعة السرعة فوق الضوئية لا تناظر سرعة انتشار أي اثارة محلية (كالجسيم). وإنما الكتلة السلبية تمثل حالة عدم استقرار لتكاثف التكيون، وكل إثارات الحقل المنتشرة بسرعة دون ضوئية متلائمة مع السببية.
على الرغم من عدم امتلاك انتشارات فوق ضوئية كالحقول التي تدعى بـ «التكيونات» في العديد من المصادر.
الحقول التكيونية تلعب دورا هاما في الفيزياء الحديثة، لربما يكون الأشهر هيغس بوزون لـ النموذج القياسي لفيزياء الجسيمات التي ليس لها كتلة تخيلية. بشكل عام ظاهرة «خرق التماثل الغير منتطم» والمتعلق بشكل كبير بـ «تكاثف التكيونات» تلعب دورا هاما جدا بالعديد من نواحي الفيزياء النظرية. بما فيه نظريتا «غينتسبيرغ لانداو» و«بي سي اس». مثال إخر عن المجال التكيوني نظرية الوتر البوزوني.

### النظريات الخارقة لـ لورنز
في النظريات التي لا تحترم نظرية «لورنز انفارينس» بأن سرعة الضوء ليست بالضرورة عائقاً والجسيمات قد تسير بسرعة فوق ضوئية بدون الحاجة للطاقة اللانهائية أو تناقضات السببية. فئة من نظريات الحقل من ذلك النوع تدعى «الإضافات النموذجية القياسية»، وإثبات تجربة لورنز إنفارينس جيدة بشكل فائق.

## وصلات خارجية
- The Faster Than Light (FTL) FAQ (from the أرشيف الإنترنت)
- قالب:ScienceWorld
- Tachyon entry from the Physics FAQ